# Luciano Ciancola
Luciano Ciancola (né le 22 octobre 1929 à Rome et mort le 25 juillet 2011 à Ardea) est un coureur cycliste italien, professionnel de 1953 à 1960 et champion du monde amateur en 1952.

## Palmarès

### Palmarès amateur
- 1950
  - Tour de Campanie
- 1951
  - Trofeo Ciotti
- 1952
  -  Champion du monde sur route amateurs
  - Coppa Caivano
  - Grand Prix de la ville de Camaiore
  - Coppa Baratta
  - Milan-Bologne

### Palmarès professionnel
- 1953
  - 2e étape secteur a du Tour de Grande-Bretagne
- 1954
  -  Champion d'Italie des indépendants
  - Trofeo Fenaroli
  - 2e du Trophée Matteotti
  - 2e du Tour des Alpes Apuanes
- 1956
  - 3e étape du Tour de Sicile
  - 2e du Tour de Sicile
- 1960
  - 5e étape du Tour de Sicile

## Résultats sur les grands tours

### Tour d'Italie
- 1953 : abandon
- 1954 : 61e
- 1955 : 82e
- 1960 : 92e